# 初鹿部落起源神話
初鹿部落起源神話，是台灣卑南族初鹿部落（或譯作「屋里布里布克」）的部落起源神話，廣義上算是石生神話的分支之一，內容相較於其他石生部落模糊是其特色。

## 神話

### 說法一
從知本部落入贅南王部落的祭司應非勒為了奪回自己被剝奪的權力而派遣自己的三子巴烏尼恩（Pahunin）建立初鹿部落，但其他部落的口傳則顯示出，初鹿部落當地在遠在應非勒生活年代的知本部落霸權時期時就有人群在那裡生存，因此這一說法可信度不高。

### 說法二
同泰安部落起源神話的說法一，當初泰安部落和初鹿部落的祖先遷到達魯瑪克部落附近的肯杜布（Kindopor）山地時，泰安部落的祖先想留下來，但初鹿部落的祖先繼續往北移到今日台東縣延平鄉紅葉村附近，當時布農族還沒出現在那裡，但族人居住了一段時間後覺得當地不宜久居，又沿著鹿野溪往下游移動，並且往南，抵達今班鳩地區（位於台東縣卑南鄉），接著又往北移動到一個叫做布拉布蘭（Purapuran，現稱五家坡，位於初鹿部落西南方山坡地）的地方，最後再南移到今天的位置，以遊獵、採集維生。

### 說法三
過去發生大洪水的時候，有一對男女抓著草獲救，後來那位女性自己生下一名男嬰，並且又和兒子結婚（一說跟那名男性結婚），生下泰爾（Tair）、卡利馬勞（Karimalao）、姆阿蓋（Muakai）三位兄妹（有說法認為這是Sawawan家族的起始），另一位倖存的男性則成為達魯瑪克部落的始祖，同時在內本鹿後方的某座山上，有一對分別叫姆亞菈絲（Moaras）和瑪迪庫絲（Madikus）的石生姊妹，有一次泰爾在打獵時無意間遇到她們，並且陶醉於姆亞菈絲的外貌，因此入贅姊妹的家裡，成為Tavirin家的祖先。原本他們只懂得打獵生產，但後來從達魯瑪克部落那裡來了一位名為卡利馬勞（Karimalao，無法確定跟前面同名者的關係）教導他們種植芋頭，初鹿部落的祖先才開始有了其他的生產方式。

### 說法四
過去初鹿部落的祖先在內本鹿的山上生活，分為Sawawan和Tavirin兩家（他們各別有自己的聚落），後來部分族人因為不明的原因而遷到北絲鬮溪的對岸居住，因為祭祀時還要過河很不方便，所以創立了Tiamalong家，形成第三個聚落。

## 現代研究
有研究者根據神話內容，判斷初鹿部落的祖先在內本鹿地區開始生活的年代相當久遠，雖然他們可能跟達魯瑪克部落有血緣關係，但由於過著長期與世隔絕的生活，所以生產方式長期以打獵和採集為主，也有說法根據有關屋里布里布克地區的口傳，認為當地在上古時期是許多以遊獵維生的小氏族的活動地點，多源發展的特徵造成初鹿部落的起源神話相較其他部落更加模糊不清。